# Eikasia
Eikasia va ser un terme utilitzat per Plató per referir-se a la forma humana de fer front a les aparences. És la incapacitat de percebre si una percepció és una imatge d'una altra cosa. Per tant, impedeix percebre que un son o memòria o un reflex en un mirall no és realitat com a tal.
Correspon al grau més baix de la teoria del coneixement de Plató, pertany a la doxa, opinió o fals saber. És el coneixement lligat a l'art (criticat pel filòsofs als seus diàlegs, especialment Ió, per enganyós). Per sobre de l'eikasia es troba la creença, lligada a l'experiència sensible però que també és doxa o coneixement incert. Dins ja del saber es troben la dianoia (coneixement abstracte, per exemple el de les matemàtiques i per acabar, el nous, lligat a la idea divina.
El concepte d'eikasia apareix al símil de la línia, una al·legoria que il·lustra els diferents graus del saber.